# Рустайкис, Александр Александрович
Александр Александрович Рустайкис (латыш. Aleksandrs Rusteiķis; 1892—1958) — советский латвийский актер и режиссёр.
Отец поэтессы Аллы Рустайкис.

## Биография
Родился в Риге 1 января 1892 года.
Учился в театральном училище А. Суворина в Санкт-Петербурге. В 1914 году был приглашен в МХТ.
В 1918 году создал театральную студию в Ташкенте и долгое время руководил ею. В 1922 году как латышский оптант с разрешения Рудзутака возвратился на родину.
Работал режиссёром в Каунасском оперном театре. Был в Берлине, где посещал фильмостудию Ольги Чеховой и работал как на ней, так и на других студиях.
В сезоне 1924—1925 годов работал как режиссёр и актёр в Театре русской драмы. Участвовал в эпизодах фильма «Михаил Строгов», который снимала в Даугавпилсе французская киногруппа (режиссёр В. Туржанский, 1925).
В конце 1920-х годов стал режиссёром русского театра в Риге, а также одним из создателей латышского кинематографа. Первые латышские игровые фильмы были посвящены героическому прошлому страны. В 1935 году Рустайкисом по сценарию В. Лациса был создан этнографический фильм «Родина зовет». В его озвучивании впервые была использована аппаратура рижского завода ВЭФ.
Александр Рустайкис создал в Риге Народную киностудию и до 1940 года снял 12 фильмов, в том числе и «Лачплесис».
Последние годы жизни режиссёр работал фотографом на побережье Юрмалы. Жил в Майори, на стене дома по улице Плекшана, 53 в конце 1980-х годов Союз кинематографистов повесил памятную табличку в его честь, где сказано: «В этом доме с 1937 по 1958 год жил режиссёр латышского театра и кино Александр Рустейкис».
Умер 27 февраля 1958 года. Похоронен на кладбище Яундубулты (Юрмала), где в 1984 году Союз кинематографистов Латвии поставил ему памятник.